# Agrypon megadon
Agrypon megadon là một loài tò vò trong họ Ichneumonidae.